# Cratere Sabira
Sabira  è un cratere sulla superficie di Venere.